# Muizon
Muizon é uma comuna francesa na região administrativa de Grande Leste, no departamento de Marne. Estende-se por uma área de 7,15 km². Em 2010 a comuna tinha 2 205 habitantes (densidade: 308,4 hab./km²).